# Little Bromley
Little Bromley is een civil parish in het bestuurlijke gebied Tendring, in het Engelse graafschap Essex.